# Guerra degli alleati (357-355 a.C.)
La guerra degli alleati (in greco antico: πόλεμος συμμαχικός?, pòlemos symmakhikòs) fu combattuta tra il 357 a.C. e il 355 a.C. da Atene, con la sua Seconda lega delio-attica, contro le città alleate di Chio, Rodi, Coo e Bisanzio.

## Cause del conflitto
Esasperati dalla crescente influenza ateniese sulle città della seconda lega delio-attica, le città di Chio, Rodi e Coo rovesciarono il governo democratico allora in vigore e si separarono dalle altre città della lega, con l'aiuto di Bisanzio e su istigazione di Mausolo, satrapo della Caria. Ai generali ateniesi Carete e Cabria veniva dunque affidato il controllo della flotta ateniese.

## Svolgimento

### Entrata in guerra e sconfitta ateniese
Nel pieno dell'estate del 357 a.C. la flotta di Cabria venne sconfitta durante l'attacco dell'isola di Chio, nel quale egli stesso rimase ucciso: secondo le fonti antiche egli, rifiutando di ritirarsi a nuoto verso le altre navi della flotta come avevano fatto i suoi compagni, avrebbe combattuto fino alla morte.
A Carete venne affidato il comando completo della flotta ateniese; egli decise la ritirata in Ellesponto per combattere contro Bisanzio.
Menesteo, appena diventato stratega, venne inviato a Samo, accompagnato dal suocero Timoteo e dal padre Ificrate; Carete si diresse lì con le sue truppe non appena avuta la notizia. Tuttavia le tre flotte vennero sorprese da una tempesta, e Menesteo decise di dirigersi da solo a destinazione, intimando agli altri di seguirlo. Rifiutando gli altri la battaglia per via della burrasca, Menesteo affrontò i nemici da solo, insieme a Carete; ciò sarà causa della definitiva disfatta ateniese a Embata (356 a.C.), in cui gran parte delle navi ateniesi andranno perdute.
Per discolparsi, Menesteo nel suo rapporto ufficiale asserì che la battaglia sarebbe stata vinta se i suoi accompagnatori non lo avessero abbandonato; venne indetto un processo, in cui Timoteo venne condannato al pagamento di una ammenda di cento talenti. Timoteo, perciò, si ritirò in Calcide; la sua famiglia dovette aspettarne la morte perché nove decimi della multa venissero condonati. Nel frattempo, nel 356 a.C., gli alleati in rivolta saccheggiarono le isole lealiste di Lemno e Imbro, ma strinsero d'assedio soltanto Samo, perché difesa dai cleruchi.

### Intervento di Filippo II
Filippo II di Macedonia sfruttò la guerra per promuovere gli interessi del regno macedone nell'Egeo. Nel 357 a.C. catturò Anfipoli, da utilizzare come magazzino per le miniere del vicino monte Pangeo e per ottenere legname; conquistò inoltre Pidna e Potidea, quest'ultima per conto di Olinto. Altra importante conquista fu quella della città di Crenides, che ribattezzò Filippi.

### Intervento persiano e fine della guerra
Carete, ottenuto il comando completo della campagna, aveva bisogno di denaro per il suo sforzo bellico, ma esitava a chiedere aiuti alla madrepatria; perciò, costretto in parte dai suoi mercenari, si mise al servizio di Artabazo, satrapo persiano in rivolta. Gli ateniesi inizialmente apprezzarono la collaborazione, ma in seguito ordinarono di interromperla a causa delle lamentele del re persiano Artaserse e per via della preoccupazione che i Persiani si schierassero a favore delle colonie in rivolta.
Inoltre, a causa delle costanti operazioni di guerra ateniesi nei pressi dell'impero persiano, nel 356 a.C. la Persia chiese ad Atene di abbandonare l'Asia minore, minacciando la guerra. Nel 355 a.C. Atene, non pronta per un'altra guerra, accettò e ritirò le truppe, riconoscendo l'indipendenza degli alleati; il partito di Carete venne sostituito, sotto Eubulo, da uno pacifista. Le risorse finanziarie che erano state stanziate per la guerra vennero spese in intrattenimento pubblico.